# ニッケル・アシュミード
ニッケル・アシュミード（Nickel Ashmeade、1990年4月7日 ‐ ）は、ジャマイカ・セント・アン教区出身の陸上競技選手。専門は短距離走。100mで9秒90、200mで19秒85の自己ベストを持つ。2016年リオデジャネイロオリンピック、2013年モスクワ世界選手権、2015年北京世界選手権の男子4×100mリレー金メダリストである。
オリンピックには2016年リオデジャネイロ大会で初出場を果たし、4×100mリレーで金メダルを獲得。世界選手権には2011年大邱大会から3大会連続の出場を果たし、2013年モスクワ大会と2015年北京大会の4×100mリレーで金メダル獲得している。オリンピックと世界選手権の個人種目ではメダルを獲得できていないが、200mは世界選手権で3大会連続のファイナリスト（最高成績はモスクワ大会の4位）、100mでもモスクワ大会でファイナリスト（5位）になっている。2014年には4×200mリレーで1分18秒63の世界記録を樹立。

## 経歴

### 2007年
7月に世界ユース選手権（現・世界U18選手権）の男子100mと200mとメドレーリレーに出場すると、100mは決勝で10秒54（-0.4）をマークし、同じジャマイカのデクスター・リー（10秒51）に次いで銀メダルを獲得。200mは決勝で20秒76（-0.2）の自己ベスト（当時）をマークし、ラモネ・マッケンジー（20秒67）、ラミル・グリエフ（20秒72）に次いで銅メダルを獲得。ジャマイカチームの3走（デクスター・リー、ラモネ・マッケンジー、アシュミード、Dwayne Extol）を務めたメドレーリレーは1分52秒18のユースジャマイカ最高記録（当時）をマークしての銅メダル獲得に貢献した。

### 2008年
3月にチャンプス (en) （ジャマイカの高校選手権）に出場すると、クラス1（16-19歳の部）の男子100mで2位、200mで優勝した。7月に世界ジュニア選手権（現・世界U20選手権）の男子200mと4×100mリレーと4×400mリレーに出場すると、200mは決勝で20秒84（-0.9）をマークして銀メダルを獲得したが、優勝したクリストフ・ルメートル（20秒83）とはわずか0秒01差だった。ジャマイカチームの3走（オシェイン・ベイリー、デクスター・リー、アシュミード、ヨハン・ブレーク）を務めた4×100mリレーは39秒25をマークしての銀メダル獲得に貢献したが、2走を務めた4×400mリレーは3分08秒58をマークしての4位でメダルを逃した。

### 2011年

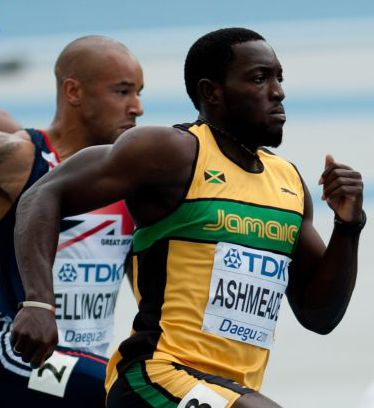
2011年大邱世界選手権 (右)

5月7日のジャマイカ国際招待男子200mで19秒95（+1.6）をマークし、初めて20秒の壁を突破すると、6月4日には100mで9秒96（+1.1）をマークし、初めて10秒の壁を突破した。6月下旬のジャマイカ選手権男子200m決勝で20秒32（+0.4）をマークし、スティーブ・マリングス（20秒11）に次ぐ2位（当時）に入った。9月の大邱世界選手権では男子200mに出場すると、シニアの世界選手権初出場ながらファイナリストになり、決勝は20秒29（+0.8）をマークして5位に入った。

### 2012年
7月1日のジャマイカ選手権（ロンドンオリンピック代表選考大会）男子200mでは決勝に進出し、大邱世界選手権に続くジャマイカ代表の座を狙うも、ヨハン・ブレーク（19秒80）、ウサイン・ボルト（19秒83）、ウォーレン・ウィア（20秒03）に次ぐ20秒16（-0.5）で4位に終わり、ジャマイカ代表の座を逃した。8月30日にダイヤモンドリーグのヴェルトクラッセチューリッヒ男子200mに出場すると、200mの今シーズン最後のポイント対象レースとなった今大会で19秒85（0.0）の自己ベストをマークし、ウサイン・ボルト（19秒66）に次ぐ2位に入り4ポイントを獲得した。この結果、総合ポイントは15ポイントになり、今シーズンの200mツアーチャンピオンに輝いた。

### 2013年
8月にモスクワ世界選手権の男子100mと200mと4×100mリレーに出場すると、100mは準決勝を9秒90（+0.4）の自己ベストおよび全体トップのタイムで通過し、決勝でも9秒台の9秒98（-0.3）をマークしたが、3位のネスタ・カーターと0秒03差の5位に終わった（4位のケマー・ベイリー＝コールとは同タイム着差あり）。2大会連続で決勝に進出した200mは20秒05（0.0）をマークしたが、カーティス・ミッチェル（20秒04）に次ぐ4位で惜しくもメダルを逃した。ジャマイカチームの3走（ネスタ・カーター、ケマー・ベイリー＝コール、アシュミード、ウサイン・ボルト）を務めた4×100mリレーでは37秒36をマークしての金メダル獲得に貢献し、シニアの世界選手権で獲得した自身初のメダルが金メダルとなった。

### 2014年
5月24日に世界リレー男子4×200m決勝でジャマイカチームの1走（アシュミード、ウォーレン・ウィア、ジャーメイン・ブラウン、ヨハン・ブレーク）を務め、1分18秒63の世界記録を樹立しての金メダル獲得に貢献した。6月のジャマイカ選手権では男子100m決勝を10秒06（-1.5）で制し、ジェイソン・リバーモア（10秒11）らに競り勝ち、この種目での初優勝を成し遂げた。

### 2015年
6月のジャマイカ選手権男子100m決勝で自己ベスト（9秒90）に迫る9秒91（+0.9）をマークしたものの、アサファ・パウエル（9秒84）に次ぐ2位で2連覇を逃した。しかし、200m決勝では20秒36（-2.6）をマークしてウォーレン・ウィア（20秒39）らに競り勝ち、この種目で2度目の優勝を成し遂げた。8月の北京世界選手権では男子100mと200mと4×100mリレーに出場すると、100mは準決勝で敗退して2大会連続の決勝には進めず、200mは3大会連続の決勝に進出するも20秒33（-0.1）の8位に終わり、個人種目でのメダル獲得はならなかった。しかし、ジャマイカチームの3走（ネスタ・カーター、アサファ・パウエル、アシュミード、ウサイン・ボルト）を務めた4×100mリレー決勝では37秒36をマークしての優勝に貢献し、2大会連続となる金メダルを獲得した。

### 2016年
7月のジャマイカ選手権男子100m決勝で9秒96（+0.7）の2位に終わり、ヨハン・ブレークに0秒01差で敗れ2年ぶりの優勝を逃すと、2連覇のかかった200m決勝でもヨハン・ブレークに0秒16差で敗れ、20秒45（-1.5）の2位に終わった。オリンピック初出場となった8月のリオデジャネイロオリンピックでは男子100mと200mと4×100mリレーに出場したが、100mと200mは準決勝で敗退して決勝に進めなかった。しかし、4×100mリレーでは予選と決勝でジャマイカチームの3走を務めると、アサファ・パウエル、ヨハン・ブレーク、アシュミード、ウサイン・ボルトのオーダーで臨んだ決勝は37秒27をマークして優勝し、自身初のオリンピックメダルを獲得するとともに、ジャマイカチームの3連覇に貢献した。

### 2017年
6月のジャマイカ選手権男子100mは決勝進出に0秒01及ばず、10秒18（+0.5）で準決勝敗退に終わると、男子200mは決勝に進出するも20秒75（+1.0）の6位に終わった。

## 人物・エピソード
- 6歳の時には料理愛に目覚めたという料理好きで、将来は認定シェフになることを夢見ている[28]。
- ヨハン・ブレークはセント・ジャゴ高校 (en) ）時代のチームメイト[29]。

## 自己ベスト
記録欄の（　）内の数字は風速（m/s）で、+は追い風を意味する。
| 種目 | 記録         | 年月日        | 場所         | 備考 |
| 屋外 | 屋外         | 屋外          | 屋外         | 屋外 |
| ---- | ------------ | ------------- | ------------ | ---- |
| 100m | 9秒90 (+0.4) | 2013年8月11日 | モスクワ     |      |
| 200m | 19秒85 (0.0) | 2012年8月30日 | チューリッヒ |      |
| 室内 |              |               |              |      |
| 60m  | 6秒62        | 2014年2月8日  | ボストン     |      |

## 主要大会成績
備考欄の記録は当時のもの
| 年   | 大会                                           | 場所               | 種目      | 結果         | 記録            | 備考       |
| ---- | ---------------------------------------------- | ------------------ | --------- | ------------ | --------------- | ---------- |
| 2006 | 中央アメリカ・カリブ ジュニア選手権 (en) (U17) | ポートオブスペイン | 100m      | 優勝         | 10秒60 (+1.8)   |            |
| 2006 | 中央アメリカ・カリブ ジュニア選手権 (en) (U17) | ポートオブスペイン | 200m      | 2位          | 21秒30 (+1.6)   |            |
| 2006 | 中央アメリカ・カリブ ジュニア選手権 (en) (U17) | ポートオブスペイン | 4x100mR   | 優勝         | 40秒83 (3走)    |            |
| 2007 | 世界ユース選手権 (en)                          | オストラヴァ       | 100m      | 2位          | 10秒54 (-0.4)   |            |
| 2007 | 世界ユース選手権 (en)                          | オストラヴァ       | 200m      | 3位          | 20秒76 (-0.2)   | 自己ベスト |
| 2007 | 世界ユース選手権 (en)                          | オストラヴァ       | メドレーR | 3位          | 1分52秒18 (3走) |            |
| 2008 | カリフタゲームズ (en) (U20)                    | バセテール         | 200m      | 優勝         | 20秒16 (+5.2)   |            |
| 2008 | カリフタゲームズ (en) (U20)                    | バセテール         | 4x100mR   | 優勝         | 39秒80 (3走)    |            |
| 2008 | カリフタゲームズ (en) (U20)                    | バセテール         | 4x400mR   | 優勝         | 3分09秒71 (3走) |            |
| 2008 | 世界ジュニア選手権                             | ブィドゴシュチュ   | 200m      | 2位          | 20秒84 (-0.9)   |            |
| 2008 | 世界ジュニア選手権                             | ブィドゴシュチュ   | 4x100mR   | 2位          | 39秒25 (3走)    |            |
| 2008 | 世界ジュニア選手権                             | ブィドゴシュチュ   | 4x400mR   | 4位          | 3分08秒58 (2走) |            |
| 2009 | カリフタゲームズ (en) (U20)                    | ビュー・フォール   | 200m      | 優勝         | 20秒56 (+2.3)   |            |
| 2009 | カリフタゲームズ (en) (U20)                    | ビュー・フォール   | 4x100mR   | 優勝         | 40秒05 (2走)    |            |
| 2009 | カリフタゲームズ (en) (U20)                    | ビュー・フォール   | 4x400mR   | 優勝         | 3分11秒49 (4走) |            |
| 2009 | 中央アメリカ・カリブ選手権 (en)                | ハバナ             | 200m      | 優勝         | 20秒54 (-1.1)   |            |
| 2009 | パンアメリカン ジュニア選手権 (en)             | ポートオブスペイン | 100m      | 優勝         | 20秒40 (+1.4)   | 自己ベスト |
| 2009 | パンアメリカン ジュニア選手権 (en)             | ポートオブスペイン | 4x100mR   | 3位          | 40秒06 (3走)    |            |
| 2011 | 世界選手権                                     | 大邱               | 200m      | 5位          | 20秒29 (+0.8)   |            |
| 2013 | 世界選手権                                     | モスクワ           | 100m      | 5位          | 9秒98 (-0.3)    |            |
| 2013 | 世界選手権                                     | モスクワ           | 200m      | 4位          | 20秒05 (0.0)    |            |
| 2013 | 世界選手権                                     | モスクワ           | 4x100mR   | 優勝         | 37秒36 (3走)    |            |
| 2014 | 世界リレー (en)                                | ナッソー           | 4x100mR   | 優勝         | 37秒77 (2走)    |            |
| 2014 | 世界リレー (en)                                | ナッソー           | 4x200mR   | 優勝         | 1分18秒63 (1走) | 世界記録   |
| 2014 | コモンウェルスゲームズ (en)                    | グラスゴー         | 100m      | 3位          | 10秒12 (0.0)    |            |
| 2014 | コモンウェルスゲームズ (en)                    | グラスゴー         | 4x100mR   | 優勝         | 37秒58 (3走)    | 大会記録   |
| 2015 | 世界リレー (en)                                | ナッソー           | 4x100mR   | 2位          | 37秒68 (3走)    |            |
| 2015 | 世界リレー (en)                                | ナッソー           | 4x200mR   | 優勝         | 1分20秒97 (1走) |            |
| 2015 | 世界選手権                                     | 北京               | 100m      | 準決勝2組6着 | 10秒06 (+0.9)   |            |
| 2015 | 世界選手権                                     | 北京               | 200m      | 8位          | 20秒33 (-0.1)   |            |
| 2015 | 世界選手権                                     | 北京               | 4x100mR   | 優勝         | 37秒36 (3走)    |            |
| 2016 | オリンピック                                   | リオデジャネイロ   | 100m      | 準決勝1組5着 | 10秒05 (+0.2)   |            |
| 2016 | オリンピック                                   | リオデジャネイロ   | 200m      | 準決勝1組4着 | 20秒31 (-0.4)   |            |
| 2016 | オリンピック                                   | リオデジャネイロ   | 4x100mR   | 優勝         | 37秒27 (3走)    |            |
| 2017 | 世界リレー (en)                                | ナッソー           | 4x200mR   | 3位          | 1分21秒09 (1走) |            |

### ダイヤモンドリーグ
ダイヤモンドリーグの総合成績を記載。獲得ポイント欄の（　）内は出場したポイント対象レースの数を意味する。
| 年   | 種目 | 総合順位 | 獲得ポイント |
| ---- | ---- | -------- | ------------ |
| 2011 | 200m | 4位      | 2 (1レース)  |
| 2012 | 200m | 優勝     | 15 (5レース) |
| 2013 | 100m | 4位      | 4 (1レース)  |
| 2013 | 200m | 2位      | 8 (2レース)  |
| 2014 | 200m | 2位      | 18 (6レース) |
| 2015 | 200m | 4位      | 2 (2レース)  |

優勝したダイヤモンドリーグの大会を記載（個人種目のみ）。金色の背景はポイント対象レースを意味する。
| 年   | 大会                       | 場所         | 種目 | 記録          | 備考 |
| ---- | -------------------------- | ------------ | ---- | ------------- | ---- |
| 2012 | ヘラクレス                 | モナコ       | 200m | 20秒02 (0.0)  |      |
| 2012 | 英国グランプリ             | バーミンガム | 200m | 20秒12 (0.0)  |      |
| 2013 | プレフォンテインクラシック | ユージーン   | 200m | 20秒14 (-0.9) |      |
| 2014 | カタールスーパーグランプリ | ドーハ       | 200m | 20秒13 (-0.2) |      |
| 2014 | グラスゴーグランプリ       | グラスゴー   | 100m | 9秒97 (+0.3)  |      |
| 2014 | 英国グランプリ             | バーミンガム | 200m | 20秒12 (0.0)  |      |